# Пунозеро
Пунозеро — пресноводное озеро на территории Чёбинского сельского поселения Медвежьегорского района Республики Карелии.

## Общие сведения
Площадь озера — 4,6 км², площадь водосборного бассейна — 84,4 км². Располагается на высоте 158,0 метров над уровнем моря.
Форма озера ромбовидная, продолговатая: оно почти на четыре километра вытянуто с севера на юг. Берега несильно изрезанные, каменисто-песчаные, местами заболоченные.
Из южной оконечности озера вытекает протока Семча, впадающая с правого берега в реку Семчу, которая, в свою очередь, впадает в реку Суну.
С восточной стороны в Пунозеро впадает протока, вытекающая из Торосозера.
В озере около десятка небольших безымянных островов различной площади, рассредоточенных по всей площади водоёма, однако их количество может варьироваться в зависимости от уровня воды.
Вдоль восточного берега озера проходит шоссе 86К-14 («Суоярви — Юстозеро — (через Поросозеро) — Медвежьегорск»).
Населённые пункты вблизи водоёма отсутствуют.
Код объекта в государственном водном реестре — 01040100211102000018156.

## Панорама

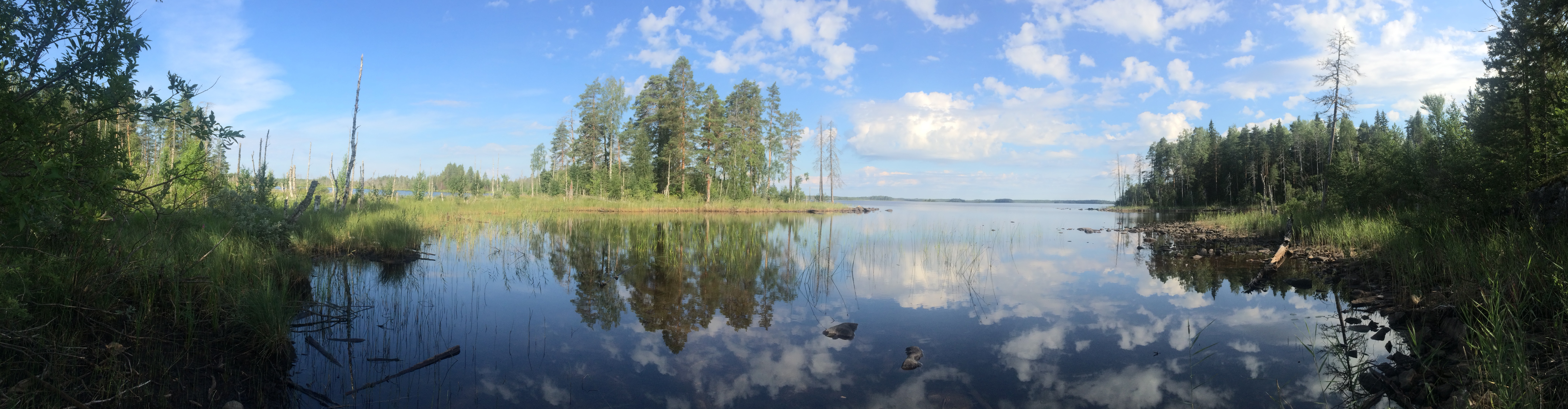
Панорама